# Сан-Джакомо-Верчеллезе
Сан-Джакомо-Верчеллезе (итал. San Giacomo Vercellese) — коммуна в Италии, располагается в регионе Пьемонт, в провинции Верчелли.
Население составляет 340 человек (2008 г.), плотность населения составляет 38 чел./км². Занимает площадь 9 км². Почтовый индекс — 13030. Телефонный код — 0161.
Покровителем коммуны почитается святой апостол Иаков Старший, празднование 25 июля.

## Демография
Динамика населения:

## Администрация коммуны
- Официальный сайт: